# مقاطعة أورهي
مقاطعة أورهي (بالرومانية: Raionul Orhei)‏ هي مقاطعة في مولدوفا، بلغ عدد سكانها 101,502  نسمة وذلك حسب إحصائيات سنة 2014، عاصمتها Orhei ‏، تبلغ مساحتها 1,094 كيلومتر مربع.